# Tuiparkiet
De tuiparkiet (Brotogeris sanctithomae) is een vogel uit de familie Psittacidae (papegaaien van Afrika en de Nieuwe Wereld).

## Kenmerken
Deze lichtgroene vogel heeft een lengte van 17-18,5 cm met een heldergeel schedelkapje en nek. Er is ook een duidelijke gele oogstreep aanwezig en de ogen zijn lichtgroen omrand. De handpennen zijn blauwgrijsgroen. Op de borst en langs de vleugels schemert iets geel door. De ogen zijn bruin, de snavel grijsgeel tot grijsrood en de poten zijn lichtgrijs tot zwartgrijs.

## Verspreiding en leefgebied
Deze soort komt voor in het Amazonebekken en telt twee ondersoorten:
- B. s. sanctithomae: westelijk Amazonebekken.
- B. s. takatsukasae: het noordelijke deel van Centraal-Brazilië.

## Status
De grootte van de populatie is niet gekwantificeerd maar de soort wordt omschreven als algemeen. Op de Rode lijst van de IUCN heeft deze soort de status niet bedreigd.